# Brennisteinsalda
A Brennisteinsalda vulkán Izland déli részén található. A vulkán magassága nagyjából 855 méter. A vulkán a Hekla vulkán és a Landmannalaugar közelében fekszik. 
Nevének jelentése: kénhullám, melyet a hegy felszínét borító kénfoltokról kapta. A hegy felszíne azonban nem csak a kéntől sárgállik, hanem más színek is megtalálhatóak, mint például a mohák zöldje, fekete és kék színezet, melyet a láva és a vulkáni hamu okoz, illetve a vörös színezet, melyet a föld vas-oxid tartalma okoz. Mivel Izland egyik legszínesebb hegyéről van szó, ezért fotója gyakran szerepel útikönyvekben, katalógusokban.
A hegy szemmel láthatóan máig megőrizte aktív vulkáni tevékenységeit, mivel forró kénes források és gőzök törnek fel oldalain. A hegyre a Laugavegur hegyi út vezet fel, amely egy obszidián lávamező mellett vezet el. 

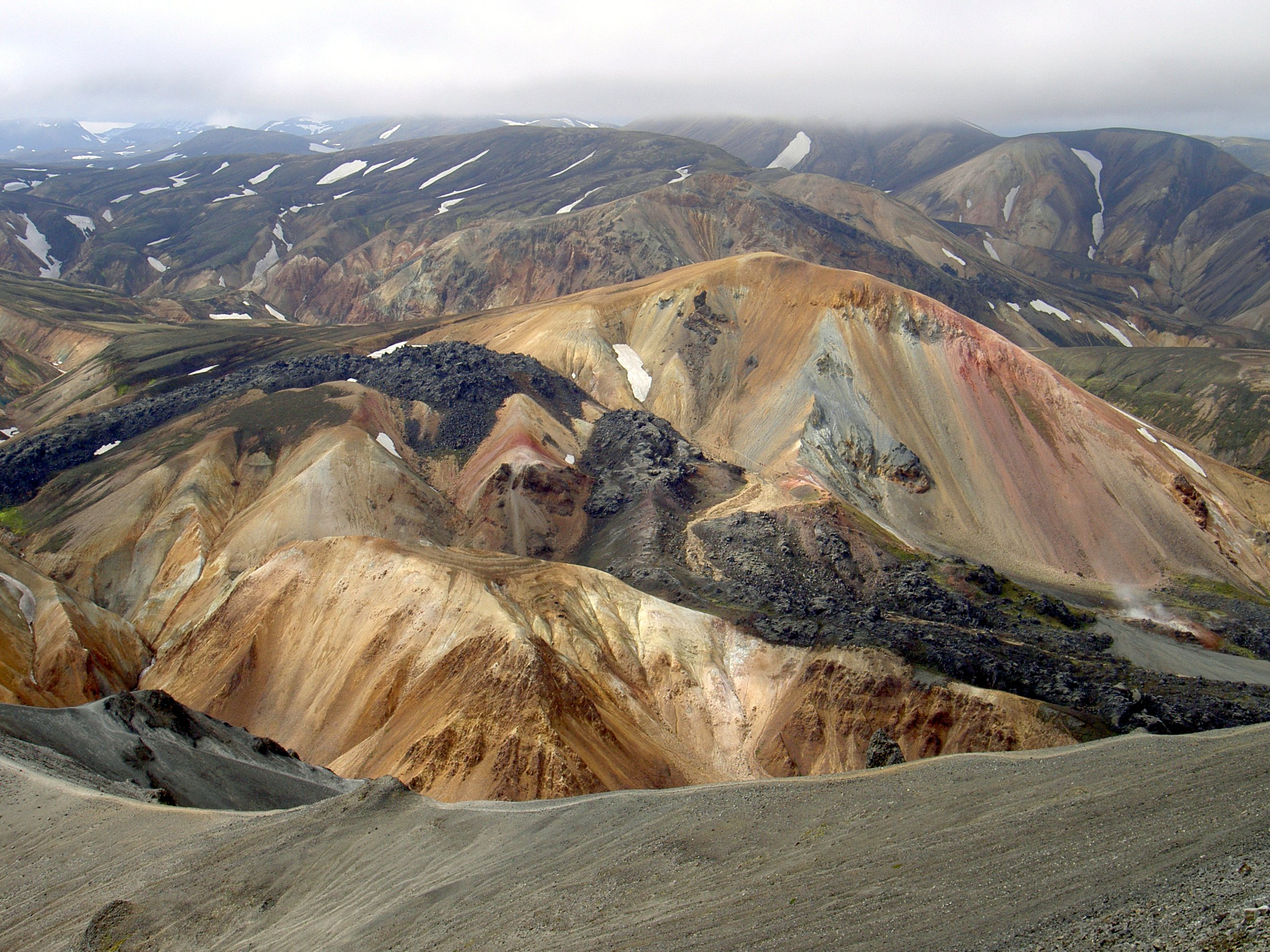
A Landmannalaugar régió

## Fordítás
Ez a szócikk részben vagy egészben  a   Brennisteinsalda című angol Wikipédia-szócikk ezen változatának fordításán alapul.  Az eredeti cikk szerkesztőit annak laptörténete sorolja fel. Ez a jelzés csupán a megfogalmazás eredetét és a szerzői jogokat jelzi, nem szolgál a cikkben szereplő információk forrásmegjelöléseként.